# АЕС Гундреммінген
АЕС Гундреммінген (нім. Kernkraftwerk Gundremmingen) — закрита атомна електростанція в Німеччині, потужністю 2688 МВт на два реактори в експлуатації. Один реактор (потужністю 250 МВт) вимкнутий. АЕС розташована в комуні Гундреммінген, швабського району Гюнцбург в Баварії. Оператором АЕС є Kernkraftwerk Gundremmingen GmbH (KGG), а власниками — RWE Power AG (75%) та E.ON Kernkraft GmbH (25%).
31 грудня 2021 року в рамках відмови від ядерної енергетики її було виведено з експлуатації

## Дані енергоблоків
АЕС має три енергоблоки:
| Енергоблок              | Тип реактору                   | Нетто- потужність | Брутто- потужність | Початок будівництва | Синхронізація з електромережею | Комерційна експлуатація | Закриття       |
| ----------------------- | ------------------------------ | ----------------- | ------------------ | ------------------- | ------------------------------ | ----------------------- | -------------- |
| Gundremmingen A (KRB A) | Киплячий ядерний реактор (BWR) | 237 МВт           | 250 МВт            | 12.12.1962          | 01.12.1966                     | 12.04.1967              | 13.01.1977     |
| Gundremmingen B (KGG B) | Киплячий ядерний реактор (BWR) | 1284 МВт          | 1344 МВт           | 20.07.1976          | 16.03.1984                     | 19.07.1984              | до 2017 р.     |
| Gundremmingen C (KGG C) | Киплячий ядерний реактор (BWR) | 1288 МВт          | 1344 МВт           | 20.07.1976          | 02.11.1984                     | 18.01.1985              | 31 грудня 2021 |